# SERPINI2
SERPINI2‏ (Serpin family I member 2) هوَ بروتين يُشَفر بواسطة جين SERPINI2 في الإنسان.